# Denis Auroux

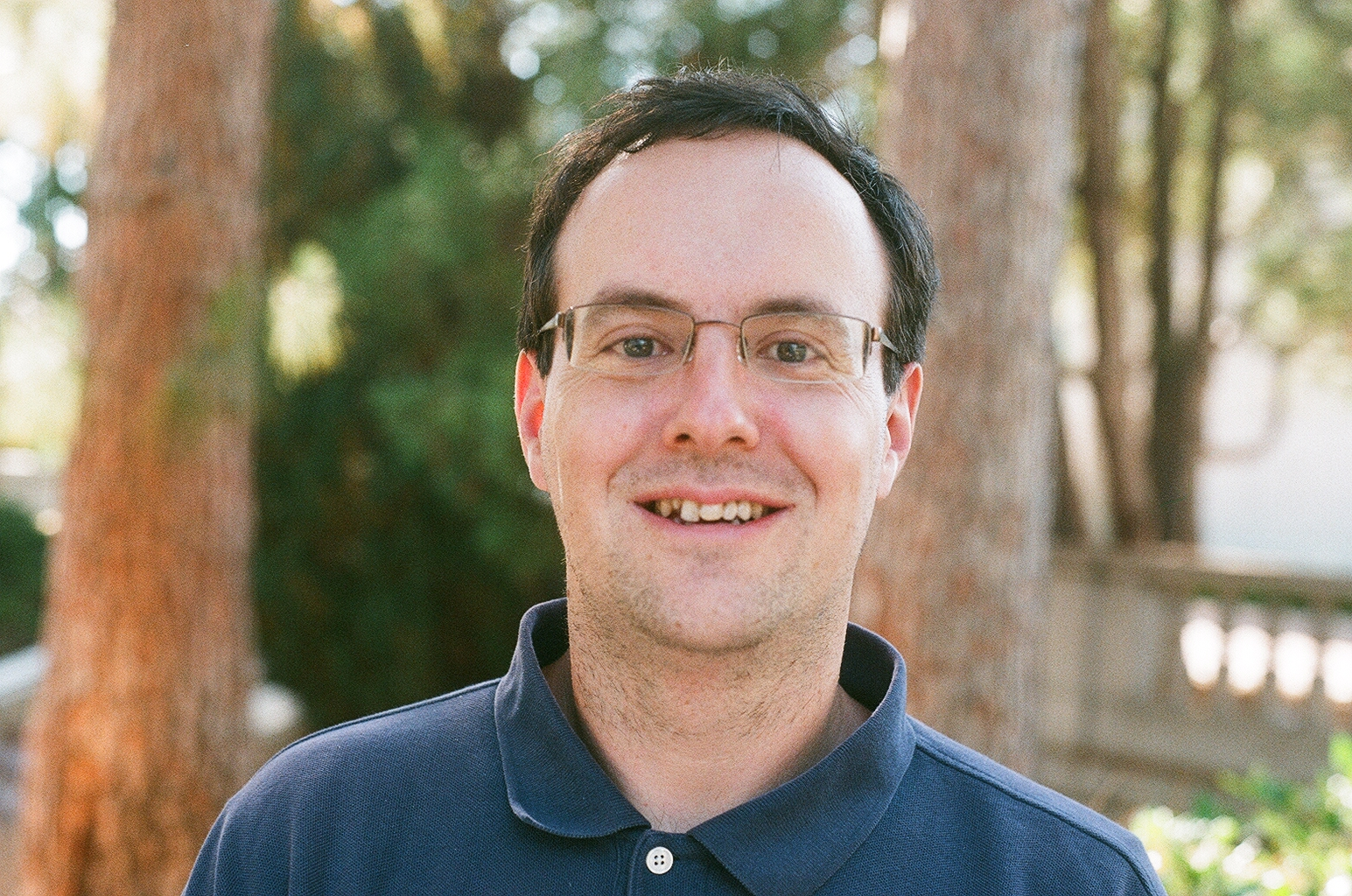
Denis Auroux (2010)

Denis Auroux (Lyon, april 1977) is een Frans wiskundige die aan de MIT gedoceerd heeft in onder andere de multivariabele analyse. Zijn serie colleges uit 2007 is onder de OpenCourseWare regeling op video uitgebracht. Tegenwoordig is hij hoogleraar wiskunde aan de Universiteit van Californië in Berkeley. 
Zijn interesse gaat uit naar de symplectische meetkunde, de laag-dimensionale topologie en spiegelsymmetrieën.

## Leven
Denis Auroux werd in april 1977 geboren in Lyon. Vanaf 1993 studeerde hij drie jaar aan de Franse eliteschool, École Normale Supérieure in Parijs. In 1999 promoveerde onder begeleiding van Michael Gromov en Jean-Pierre Bourguignon aan de Universiteit Parijs-Zuid 11. In 2003 habilitierte hij aan dezelfde instelling op een onderwerp uit de symplectische meetkunde.   
Vanaf 2002 was hij assistent-professor, vanaf 2004 geassocieerd professor aan het MIT. In 2009 werd hij zowel aan het MIT (met buitengewoon verlof) als aan de Universiteit van Californië in Berkeley tot gewoon hoogleraar wiskunde benoemd. Vanaf de herfst van 2009 heeft hij college aan het laatste instituut gegeven. 